# (363582) Folpotat
(363582) Folpotat est un astéroïde de la ceinture principale.

## Description
(363582) Folpotat est un astéroïde de la ceinture principale. Il fut découvert le 9 février 2004 à Vicques (Jura) par Michel Ory. Il présente une orbite caractérisée par un demi-grand axe de 2,64 UA, une excentricité de 0,21 et une inclinaison de 5,2° par rapport à l'écliptique.

## Compléments